# Madagascar en los Juegos Olímpicos de Moscú 1980
Madagascar estuvo representado en los Juegos Olímpicos de Moscú 1980 por un total de 11 deportistas, 8 hombres y 3 mujeres, que compitieron en 4 deportes.
El equipo olímpico malgache no obtuvo ninguna medalla en estos Juegos.